# 현호색과
현호색과(玄胡索科, 학명: Fumariaceae 푸마리아케아이[*])는 과거에 인정되었던 과이다. 속씨식물의 과이다. 주요 속은 다음과 같다.
- 줄꽃주머니속 (Adlumia) Raf. ex DC.
- 현호색속 (Corydalis) DC.
- 금낭화속 (Dicentra) Bernh.
- 푸마리아속 (Fumaria) L.

그러나 일부 식물학자들은 이 식물들을 양귀비과(Papaveraceae)의 현호색아과(Fumarioideae)로 취급하기도 한다.

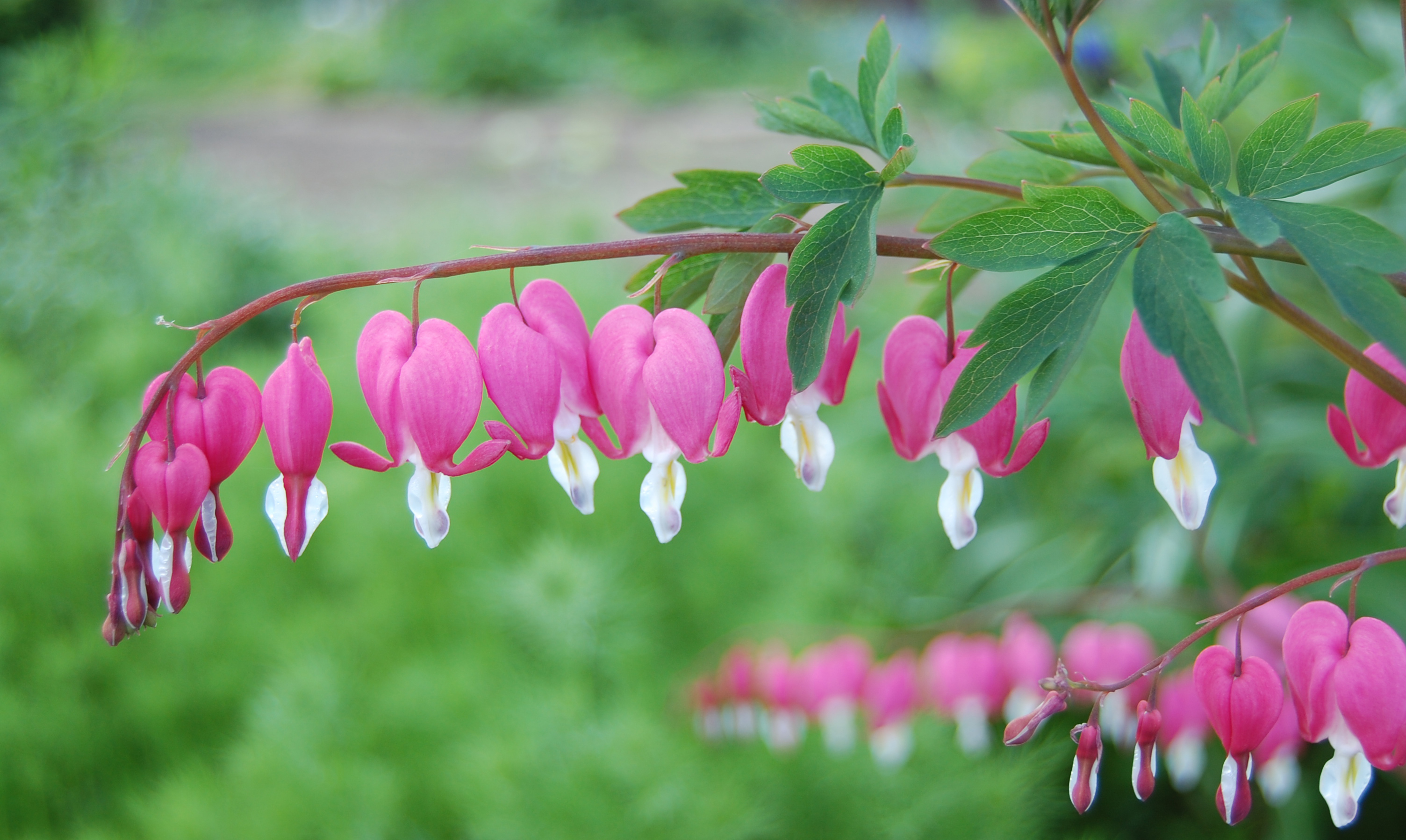
금낭화(Dicentra spectabilis)

2003년의 APG II 분류 체계는 이 과를 그 자체만으로는 인정하지 않았다. 그러나, 조건부로 분리하여, 양귀비과(Papaveraceae)로부터의 분리를 허용하고 있다. APG II 분류 체계에서, 이 과를 허용하는 한도 내에서, 이 과를 진정쌍떡잎식물군(eudicots) 내의 미나리아재비목(Ranunculales)에 포함시켜 분류하고 있다. APG II 분류 체계는 15속으로 분류하였다: 줄꽃주머니속 (Adlumia), Capnoides, Ceratocapnos, 현호색속 (Corydalis), Cryptocapnos, Cysticapnos, Dactylicapnos, 금낭화속 (Dicentra), Discocapnos, 푸마리아속 (Fumaria), Platycapnos, Pseudofumaria, Rupicapnos, Sarcocapnos, Trigonocapnos이다.
한 때 히페코움과(Hypecoaceae)로 취급하기도 하였으며, 북반구와 남아프리카에 자생하는 수십 속의 수백 종을 포함하고 있다.
1981년 크론퀴스트 분류 체계는 현호색과를 과로 인정되었고, 목련강(Magnoliopsida) [=쌍떡잎식물(dicotyledons)]의 목련아강(Magnoliidae) 하위의 양귀비목으로 분류하였다.